# ARFIP1
ARFIP1 (англ. ADP ribosylation factor interacting protein 1) – білок, який кодується однойменним геном, розташованим у людей на короткому плечі 4-ї хромосоми.  Довжина поліпептидного ланцюга білка становить 373 амінокислот, а молекулярна маса — 41 738.
| 10         |  | 20         |  | 30         |  | 40         |  | 50         |
| ---------- |  | ---------- |  | ---------- |  | ---------- |  | ---------- |
| MAQESPKNSA |  | AEIPVTSNGE |  | VDDSREHSFN |  | RDLKHSLPSG |  | LGLSETQITS |
| HGFDNTKEGV |  | IEAGAFQGSP |  | APPLPSVMSP |  | SRVAASRLAQ |  | QGSDLIVPAG |
| GQRTQTKSGP |  | VILADEIKNP |  | AMEKLELVRK |  | WSLNTYKCTR |  | QIISEKLGRG |
| SRTVDLELEA |  | QIDILRDNKK |  | KYENILKLAQ |  | TLSTQLFQMV |  | HTQRQLGDAF |
| ADLSLKSLEL |  | HEEFGYNADT |  | QKLLAKNGET |  | LLGAINFFIA |  | SVNTLVNKTI |
| EDTLMTVKQY |  | ESARIEYDAY |  | RTDLEELNLG |  | PRDANTLPKI |  | EQSQHLFQAH |
| KEKYDKMRND |  | VSVKLKFLEE |  | NKVKVLHNQL |  | VLFHNAIAAY |  | FAGNQKQLEQ |
| TLKQFHIKLK |  | TPGVDAPSWL |  | EEQ        |  |            |  |            |

A: Аланін

C: Цистеїн

D: Аспарагінова кислота

E: Глутамінова кислота

F: Фенілаланін

G: Гліцин

H: Гістидин

I: Ізолейцин

K: Лізин

L: Лейцин

M: Метіонін

N: Аспарагін

P: Пролін

Q: Глутамін

R: Аргінін

S: Серин

T: Треонін

V: Валін

W: Триптофан

Кодований геном білок за функцією належить до фосфопротеїнів. 
Задіяний у таких біологічних процесах як ацетиляція, альтернативний сплайсинг. 